# Capnella johnstonei
Capnella johnstonei är en korallart som beskrevs av Verseveldt 1977. Capnella johnstonei ingår i släktet Capnella och familjen Nephtheidae. Inga underarter finns listade i Catalogue of Life.